# ГЕС Туєнкуанг
ГЕС Туєнкуанг (Tuyên Quang) – гідроелектростанція у північній частині В’єтнаму. Знаходячись між ГЕС Bac Me (45 МВт, вище по течії) та ГЕС Chiêm Hóa (48 МВт), входить до складу каскаду на річці Гам, лівій притоці Ло, котра в свою чергу є лівою притокою Хонгхи (біля Хайфону впадає у Тонкінську затоку Південно-Китайського моря).
В межах проекту річку перекрили кам’яно-накидною греблею із бетонним облицюванням висотою 92 метри, довжиною 718 метрів та товщиною по гребеню 10 метрів. Вона утримує водосховище з об’ємом 2,26 млрд м3, в т.ч. корисний об’єм 1,7 млрд м3.
Пригреблевий машинний зал обладнали трьома турбінами типу Френсіс загальною потужністю 342 МВт, які при напорі у 73 метри повинні забезпечувати виробництво 1295 млн кВт-год електроенергії на рік. 
Під час спорудження станції було виконано земляні роботи в об’ємі 13 млн м3 та використано 950 тис м3 бетону.